# De Sims 3: Beestenbende
De Sims 3: Beestenbende (Engels: The Sims 3: Pets) is het vijfde uitbreidingspakket van De Sims 3. De uitbreiding verscheen in Europa op 20 oktober 2011 en voegt mogelijkheden toe op het gebied van huisdieren in De Sims 3.

## Gameplay
De gameplay die hieronder beschreven is, is enkel van toepassing op de versie voor pc en Mac.

### Huisdieren
De gameplay van De Sims 3: Beestenbende is gelijkend op die van The Sims: Beestenboel en De Sims 2: Huisdieren: het hebben en verzorgen van huisdieren. Er zijn zoals gewoonlijk bij deze uitbreiding ook nieuwe kleding, haarstijlen en meubels toegevoegd. De huisdieren waarover een Sim kan beschikken zijn honden, katten, paarden en "minderwaardige huisdieren". Voor de allereerste keer kan de speler honden, katten en paarden besturen.
De dieren kunnen aangemaakt worden via "Sim creëren". Daar kan onder andere het ras, de kleur en het vachttype gekozen worden.
In het spel zijn huisdieren aanwezig die in een terrarium of vogelkooi worden gehouden, zoals knaagdieren, reptielen, en vogels. Deze dieren worden "minderwaardige huisdieren" genoemd. Sommige zijn niet te koop, maar moeten in het wild gevonden worden. Enkele hiervan zijn zeldzaam en indien deze verkocht worden, een manier om een beetje geld te verdienen. Ze kunnen onder andere gevonden worden door een kat die, met behulp van de jachtvaardigheid, op zoek gaat naar een specifieke prooi.
Indien de Sim eigenaar is van een paard, kan deze getraind worden in de springvaardigheid en/of de renvaardigheid, om daarna mee te doen aan wedstrijden. Als het paard wint krijgt de Sim prijzengeld en een trofee.
Voor de Sims die de verzorging van een huisdier niet aankunnen, is er steeds de mogelijkheid om een (bak)steen te kopen. Deze zijn te vinden in het menu "Kopen" bij "Basisbenodigdheden voor huisdieren".

### Wilde dieren
De wilde dieren die in de buurt worden aangetroffen zijn: wasberen, wilde paarden en herten. Wilde dieren en eenhoorns komen niet in Bridgeport (de buurt uit De Sims 3: Na Middernacht) voor.

### Appaloosa Plains
Het spel voegt ook een nieuwe buurt toe: Appaloosa Plains. Deze buurt bevat vernieuwde, bestaande openbare gebouwen zoals de school en het restaurant en ook nieuwe gebouwen zoals de paardenmanege.

### Eenhoorn
's Nachts is in de buurt vaak een eenhoorn te vinden. Deze dieren hebben niet enkel dezelfde mogelijkheden als paarden, maar ze beschikken ook over magische krachten en kunnen onder andere teleporteren en branden stichten. Eenhoorns komen in verschillende kleuren voor en het is mogelijk ze toe te voegen aan een huishouden. Er is 50% kans op een eenhoorn als een eenhoorn met een gewoon paard wordt gekweekt. De eenhoorns die in het huishouden worden geboren, zijn volledig aanpasbaar door de speler. Hij kan onder andere de kleur van de hoorn en de vacht veranderen.

## Speciale edities

### Huisdier creëren
Via Origin is een demo downloadbaar waarbij alleen de functie "Huisdier creëren" beschikbaar is. De dieren die hiermee gemaakt kunnen worden zijn honden, katten en paarden. Deze gemaakte dieren kunnen dan gebruikt worden in het volledige spel.

### Limited Edition
In Amerika en Nederland (niet in België, behalve via Origin) werd een Limited Edition uitgegeven. Deze speciale editie bevat een dierenwinkel waar speciale voorwerpen worden verkocht die de huisdieren kunnen gebruiken zoals een nieuwe kattenkrabpaal en een nieuwe hondenmand.
De consoleversie heeft ook een Limited Edition, deze bevat enkel speciale vachtpatronen voor honden en katten.

### De Sims 3 plus De Sims 3: Beestenbende
In dit pakket zit het basisspel, De Sims 3, samen met het uitbreidingspakket Beestenbende. Er zijn geen extra voorwerpen bijgevoegd.